# Rodrigo D - Futur : Néant
Pour plus de détails, voir Fiche technique et Distribution.
Rodrigo D - Futur : Néant (Rodrigo D: No futuro) est un film colombien réalisé par Víctor Gaviria, sorti en 1990.

## Fiche technique
- Titre original : Rodrigo D: No futuro
- Titre français : Rodrigo D - Futur : Néant
- Réalisation et scénario : Víctor Gaviria
- Photographie : Rodrigo Lalinde
- Montage : Alberto Restrepo
- Musique : Germán Arrieta
- Pays d'origine : Colombie
- Format : Couleurs - 35 mm - Mono
- Genre : drame
- Durée : 93 minutes
- Date de sortie :
  - France : mai 1990 (Festival de Cannes 1990)

## Distribution
- Ramiro Meneses : Rodrigo D
- Carlos Mario Restrepo : Adolfo
- Jackson Idrian Gallego : Ramon
- Vilma Díaz : Vilma
- Óscar Hernández :
- Irene de Galvis :
- Wilson Blandón : Alacran
- Leonardo Favio Sánchez : Burrito

## Distinction

### Sélection
- Festival de Cannes 1990 : sélection en compétition officielle